# Ossun-ez-Angles
Ossun-ez-Angles ist eine französische Gemeinde mit 57 Einwohnern (Stand 1. Januar 2022) im Département Hautes-Pyrénées in der Region Okzitanien. Sie gehört zum Kanton Lourdes-2 und zum Arrondissement Argelès-Gazost. 

## Lage
Sie ist umgeben von folgenden Nachbargemeinden:
|                 | Astugue                                     |        |
| Arrayou-Lahitte | Kompassrose, die auf Nachbargemeinden zeigt | Neuilh |
|                 | Arrodets-ez-Angles                          |        |

## Bevölkerungsentwicklung
| Jahr                      | 1962 | 1968 | 1975 | 1982 | 1990 | 1999 | 2008 | 2016 |
| ------------------------- | ---- | ---- | ---- | ---- | ---- | ---- | ---- | ---- |
| Einwohner                 | 43   | 36   | 24   | 18   | 19   | 32   | 35   | 47   |
| Quelle: Cassini und INSEE |      |      |      |      |      |      |      |      |